# 太平乡 (喀什市)
太平乡，原名洋大曼乡，是中华人民共和国新疆维吾尔自治区喀什地区疏勒县下辖的一个乡镇级行政单位。

## 行政区划
洋大曼乡下辖以下地区：
赛先拜巴扎村、阿克亚村、尤喀克色格孜鲁克村、贝迪哈纳村、喀塘勒克村、红星村、托万克亚依拉克村、墩村、尤喀克其盖图克村、尤喀克亚依拉克村、兰干村、乔克鲁克村、桑村、且克勒村、阿亚克其盖图克村、吐格曼贝希村和硝康农场村。